# Ментавайский лангур
Ментавайский лангур, или ментавайский тонкотел (лат. Presbytis potenziani) — вид приматов из семейства мартышковых. Эндемик Ментавайских островов, Индонезия. Вид считается уязвимым ввиду разрушения среды обитания.

## Описание
Резцы узкие, моляры заострённые. Зубная формула 2.1.2.32.1.2.3. Морда широкая и короткая. Большой палец редуцирован. Передние конечности длиннее задних. Средняя масса самцов — 6,5 кг, средняя масса самок — 6,4 кг. На голове небольшой стреловидный хохолок.
Существует два подвида, отличающихся цветом шерсти:
- Presbytis potenziani potenziani — шерсть светло-рыжая или жёлтая, на макушке и передних конечностях светло-серая.
- Presbytis potenziani siberu — спина, конечности и хвост чёрные. Лоб, щёки, горло белые, на горле кончики волос чёрные. Брюхо рыжевато-коричневое. Белое пятно в паховой области.

## Поведение
Предпочитают селиться в первичных лесах. Проводят большую часть времени на деревьях, чаще встречаясь в среднем и верхнем ярусе леса. В рационе преимущественно листья (55 % рациона), фрукты и семена (32 %), цветы, кора и древесные соки (13 %).